# Киндиш
Ки́ндиш (нем. Kindisch; серболужицкое наименование — Кинч в.-луж. Kinč) — сельский населённый пункт в городских границах Эльстры, район Баутцен, федеральная земля Саксония, Германия.

## География
Населённый пункт расположен южнее Эльстры на берегу реки Шварце-Эльстер (Чорны-Гальштров) около автомобильной дороги K9239 (участок Эльстра — автодорога S94 — автомагистраль A4). На западе от деревни находится лесной массив, в котором расположены холм Охорнер-Штайнберг (Ohorner Steunberg) высотой 432 метра и на юго-западе — холм Хохштайн (Hochstein, серболужицкое наименование — Жи́вин (Žiwin)) высотой 449 метров. Возле холма Охорнер-Штайнберг находится каменоломня по добыче гранодиорита «Steinbruch Kindisch» и на востоке на противоположной стороне автомобильной дороги K9239 — Промышленная база «Раушвиц».
Соседние населённые пункты: на севере — деревня Раушвиц (Рушица, в городских границах Эльстры), на северо-востоке — деревня Гёдлау (Йедлов, в городских границах Эльстры).

## История
Впервые упоминается в 1420 году под наименованием «Kynsch». С 1950 по 1994 года деревня входила в сельскую общину Раушвиц. В 1994 году вошла в городские границы Эльстры в статусе городского района.
Исторические немецкие наименования:
- Kynsch, 1420
- Kindisch, 1658

## Население
| 1834 | 1871 | 1890 | 1910 | 1925 | 1939 | 1946 | 2011 | 2015 |
| ---- | ---- | ---- | ---- | ---- | ---- | ---- | ---- | ---- |
| 207  | 270  | 329  | 336  | 316  | 319  | 385  | 206  | 211  |